# Arma final
Arma final (título original: The Ultimate Weapon) es una película canadiense de acción de 1998, dirigida por Jon Cassar y John Strong, escrita por Robert Paul, musicalizada por Marty Simon, en la fotografía estuvo Bert Tougas y los protagonistas son Hulk Hogan, Carl Marotte y Cynthia Preston, entre otros. El filme fue realizado por The John Strong Company, Betar Entertainment y Shostak/Rossner Productions; se estrenó el 5 de junio de 1998.

## Sinopsis
Un cazarrecompensas se da cuenta de que el grupo con el que trabaja es una agrupación de traficantes de armas del IRA, determina acabar con sus planes. Enojados con él, lo atacan, a su camarada también y a su familia.